# Антуан Ісаак Сильвестр де Сасі
Антуан Ісаак, барон Сильвестр де Сасі (фр. Antoine Isaac, Baron Silvestre de Sacy [sasi] ; 21 вересня 1758 , Париж — 21 лютого 1838 , там само
) — французький лінгвіст і орієнталіст.

## Біографія
Народився в сім'ї нотаріуса — хрещеного єврея Авраама Сільвестра. Пізніше додав до свого прізвища «де Сасі» — за модою на розширення прізвищ, поширеною серед паризької буржуазії. Батько помер, коли йому було сім років, і надалі його виховувала мати. У 1781 р. призначений радником монетного двору, а в 1791 р. — генеральним комісаром монетного двору.
Зайнявся вивченням семітських та іранських мов; паралельно з основною роботою вивчав іранські написи пехлівійського періоду Сасанідської династії.
У 1792 році пішов у відставку і оселився на самоті у своєму маєтку біля Парижа. У 1795 призначений професором арабської мови у щойно заснованій Особливій школі живих східних мов (École speciale des langues orientales vivantes).
Сасі був поліглотом — серед мов, якими він володів, були іврит, сирійська, самаритянська, халдейська, арабська, середньо- та новоперсидська, османська, англійська, німецька, італійська та іспанська.
З 1806 року також обіймав посаду професора перської мови. З того часу його слава серед лінгвістів постійно зростала, за винятком короткочасної відставки під час Ста днів. З 1832 р. призначений Неодмінним секретарем Академії написів, з 1808 — депутат Законодавчого корпусу, з 1813 — барон, з 1832 — пер Франції . З 1815 — ректор Паризького університету.
Сасі був учителем Жана-Франсуа Шампольона, Жюля фон Моля та Луї Жака Бреньє. Він був добре знайомий з різними стародавніми та середньовічними працями з єгипетської ієрогліфіки, авторами яких були Гораполлон, Ібн Вахшія, Атанасій Кірхер та ін., і одним з перших вказав на необхідність залучення матеріалів коптської мови для прочитання єгипетських написів. Проте, сам Сасі зазнав невдачі під час роботи над дешифруванням єгипетських ієрогліфів, але вчасно зумів оцінити новаторський підхід свого учня та всіляко сприяв пропаганді дешифрування Шампольона. Однак ще раніше, до відкриття Шампольона, інший учень Сасі — шведський дипломат Давид Окерблад — зумів правильно розпізнати в демотичній частині Розетського каменю кілька десятків імен.

## Праці
Опублікував чимало робіт з граматики арабської мови та мусульманської культури, зокрема:
- Exposé de la religion des Druzes (2 томи, незакінч., 1838)
- Grammaire arabe (2 vols., 1st ed. 1810)
- Chrestomathie arabe (3 vols., 1806)
- Anthologie grammaticale (1829)